# Elektronmusikutredningen
Elektronmusikutredningen (U 1975:15), eller Utredning om elektronmusikens framtida utveckling i Sverige, var en svensk statlig utredning som pågick mellan 1975 och 1977. Särskild utredare var Gunnar Bucht. Utredningen lämnade betänkandet Elektronmusik i Sverige (SOU 1977:30). Utredningen behandlade specifikt Elektronmusikstudions verksamhet, men även de allmänna förutsättningarna för elektronisk musik i Sverige.

## Bakgrund
Stiftelsen Elektronmusikstudion, som hade bildats 1969 för att ta över driften av studion från Sveriges Radio hade 1975 begärt kraftigt ökade anslag. Knut Wiggen hade precis avgått som ledare för stiftelsen efter omfattande konflikter och flera aktörer efterlyst en utredning om elektronmusikens framtid. Utbildningsminister Bertil Zachrisson lät meddela i den kulturpolitiska propositionen att han ämnade tillsätta en utredning som även skulle ta upp Elektronmusikstudions roll. Den 26 juni 1975 beslutade regeringen att tillsätta utredningen med tonsättaren och professorn Gunnar Bucht som särskild utredare.

## Förslag
Utredningen kom med tre förslag för att främja utvecklingen av elektronisk musik i Sverige. Studios för elektronisk musik skulle inrättas vid landets musikhögskolor och utredningen gav också riktlinjer för hur dessa kunde utrustas. För att ge tillgång till utrustning även utanför musikhögskolornas lokaler föreslogs ett låne- och uthyrningssystem som skulle organiseras av Rikskonserter. Enligt den budgetskiss som fanns med i utredningen skulle 100 moduler tillhörande synthesizern Dataton System 3000 köpas in för verksamheten till en kostnad av 150 000 kronor. Slutligen föreslogs basapparatur till högstadier och gymnasier för att möjliggöra elektronmusikaliska inslag i musikundervisningen.
Det förslag som skulle visa sig mest kontroversiellt var dock att utredningen föreslog att Stiftelsen Elektronmusikstudion skulle läggas ner och att verksamheten i stället skulle inrättas som en elektronmusikalisk institution under Musikhögskolan. Stiftelsen lyckades undvika nedläggning och fick i stället förnyade anslag.